# D120 (Rhône)
De D120 is een departementale weg in het Franse departement Rhône. De weg loopt van de kruising met de D385 via Le Bois-d'Oingt en Oingt naar de D31 in het noorden. De lengte is ongeveer 9 kilometer.